# Nahuel Amichetti
Nahuel Amichetti (La Plata, Provincia de Buenos Aires, 22 de abril de 1998) es un baloncestista argentino-uruguayo que se desempeña como ala-pívot en Atlético Tala de la Liga Provincial de Básquetbol de Mayores de Entre Ríos en Argentina.

## Trayectoria

### Clubes
| Club                    | País      | Año             |
| ----------------------- | --------- | --------------- |
| Estudiantes de La Plata | Argentina | 2013 - 2016     |
| Atlético Tala           | Argentina | 2016            |
| Petrolero Argentino     | Argentina | 2016 - 2017     |
| Temperley               | Argentina | 2017            |
| Huracán de San Justo    | Argentina | 2017 - 2018     |
| Reconquista             | Argentina | 2018            |
| Ciclista Juninense      | Argentina | 2018 - 2019     |
| La Unión de Colón       | Argentina | 2019 - 2020     |
| Peñarol                 | Uruguay   | 2020 - 2021     |
| Verdirrojo              | Uruguay   | 2021            |
| Capitol                 | Uruguay   | 2021 - 2022     |
| San Telmo Rápido Sport  | Uruguay   | 2022            |
| Trouville               | Uruguay   | 2022 - 2023     |
| Larre Borges            | Uruguay   | 2023 - 2024     |
| Larrañaga               | Uruguay   | 2024            |
| Urupan                  | Uruguay   | 2024 - 2025     |
| Larrañaga               | Uruguay   | 2025            |
| Atlético Tala           | Argentina | 2025 - Presente |

## Selección nacional
En 2014 integró el combinado juvenil que representó a la Argentina en el Torneo Internacional TBF Sub-16 en Turquía.